# Escuts d'armes antics de l'Alta Ribagorça
En aquest article s'apleguen els escuts d'armes antics de l'Alta Ribagorça, vigents, alguns d'ells, fins fa pocs anys i que tenien una antiguitat variable per a cadascun d'ells.
Amb la instauració de la Generalitat de Catalunya es procedí a la regularització i homogeneïtzació dels símbols dels ens oficials, tasca que encara no està del tot conclosa l'any 2009.
El 15 d'abril del 1987 es promulgà una primera llei (la 8/1987), que fixava la normativa per a la denominació, els símbols i el registre dels ens locals.
A l'hora de definir com havien de ser els escuts oficials dels ens locals, aquesta llei fixava, entre altres coses, una forma, la caironada, com a pròpia d'aquests ens (que van de l'entitat municipal descentralitzada a la comarca, passant pel municipi, així com la corona mural que havien de dur, segons la categoria de la població cap del municipi.
Entre aquell any i el moment actual, molts municipis han fet el pas d'abandonar l'escut antic i adoptar-ne un de nou que s'ajusti a la normativa, però encara en queden uns quants que no ho ha fet.
Els escuts antics tenien formes i colors molt heterogenis, tot i que per raons pràctiques, hom tendia a adoptar la forma de l'escut flamenc, com els d'aquesta pàgina, tot i que era habitual que s'utilitzessin, alhora, formes i fins i tot escuts diferents en un mateix municipi.
Els escuts municipals antics es crearen en una franja cronològica molt ampla, durant la qual variaren més d'un cop, les arrels de la qual són a l'època de la Il·lustració, tot i que molts d'ells podien partir d'un escut nobiliari medieval. A més, no sempre eren escuts municipals, sinó de poble, de parròquia, etcètera, atès que el concepte modern de municipi s'implantà el 1812, a partir de la Constitució de Cadis.
Molts d'ells eren escuts parlants. És a dir, escuts que a través del que s'hi representava es volia reproduir el nom del poble, de vegades fent associacions d'idees prou curioses: la ceba de Sabadell, el guant de Guanta, el castell amb tres sols de Castellterçol, la mà de Palau-solità i Plegamans, etcètera. Això donà pas a les etimologies populars, en què es feien interpretacions de l'origen dels topònims només a partir de l'homofonia, sense cap mena de rigor filològic. És el que es pot veure en aquesta sèrie d'escuts antics, molts d'ells parlants.
El 26 de juny del 2007 es va aprovar una nova llei (la 139/2007), on s'ampliava, es complementava i es corregien aspectes de l'anterior, tot i que la línia de fons que marca per als símbols dels ens locals és la mateixa del 1987.
| Escuts d'armes antics de l'Alta Ribagorça | Benés                                                   | Durro                            | Espluga de Serra                                      | Llesp                            |
| Barruera (agregat a la Vall de Boí)       | Benés (agregat a Sarroca de Bellera, del Pallars Jussà) | Durro (agregat a la Vall de Boí) | Espluga de Serra (agregat a Tremp, del Pallars Jussà) | Llesp (agregat al Pont de Suert) |

| Malpàs                            | El Pont de Suert | Sapeira                                      | Vilaller | Viu de Llevata                            |
| Malpàs (agregat al Pont de Suert) | El Pont de Suert | Sapeira (agregat a Tremp, del Pallars Jussà) | Vilaller | Viu de Llevata (agregat al Pont de Suert) |